# Ravenswood Branch
La Ravenswood Branch est un tronçon de la ligne brune sur le nord-ouest du réseau du métro de Chicago.

## Historique
Après la mise en service de sa ligne principale, la North Side Main Line, la Northwestern Elevated s’est concentrée sur d’autres possibilités d’extension en particulier vers le nord-ouest de l’agglomération afin de desservir les quartiers très peuplés de Ravenswood.
Malgré des difficultés financières, la Northwestern Elevated en fit un objectif prioritaire et elle proposa dans un premier temps une prolongation au-delà de Wilson au niveau du sol afin de limiter les couts de construction mais l’opposition s’est rapidement manifestée afin de conserver une ligne sur un viaduc telle que sur les autres tronçons du réseau de l’époque.
Une seconde proposition fut soumise à la ville en 1903 en tenant compte des refus de la première proposition et en dessinant son parcours le long de Irving Park Road à partir de la station Sheridan avant de bifurquer sur Western Avenue et ensuite sur Ravenswood Avenue. Le comité du conseil de la ville estimant le dossier trop pauvre pour prendre une décision rapide, ne rendit sa décision qu’un an plus tard en exigeant des modifications dont la connexion à la North Side Main Line via Newport Avenue.
En 1906, les travaux débutèrent sous la responsabilité de la Meyers Construction Company afin de prolonger les voies sur 5,6 kilomètres et d’y ajouter huit stations. Après un an de travaux, la ligne a été inaugurée le 18 mai 1907 entre Belmont et Western.
Les rames de la ligne furent stockées sur une voie de garage (qui est toujours en utilisation) à hauteur de la station Western en attendant la fin des travaux du terminus de Kimball qui fut inauguré le 14 décembre 1907 comme trois stations intermédiaires : Francisco, Kedzie et Rockwell. La particularité de cette extension complémentaire de deux kilomètres est le fait que la ligne qui traversait à son ouverture des quartiers très peu peuplés se trouve au niveau du sol et traverse toujours aujourd’hui deux passages à niveau.
La desserte de la station Western-Kimball fut dans un premier temps exploitée en navette avant qu’en mars 1909, le service ne soit étendu jusqu’au Loop en heures de pointe uniquement puis de manière définitive quelques mois plus tard.
En 1913, le service dit Crosstown fut mis en place et la Ravenswood Branch fut connectée à la South Side Main Line de l’autre côté du Loop.
La ligne a très peu évolué et son tracé reste identique aujourd’hui. Lors de la reprise du réseau par la Chicago Transit Authority (CTA), plusieurs études furent menées afin d’améliorer la desserte de la Ravenswood Branch et le 1er août 1949, la Ravenswood Line telle qu’elle est connue aujourd’hui sous la ligne brune fut instituée sauf pour la station Ravenswood qui fut définitivement fermée.

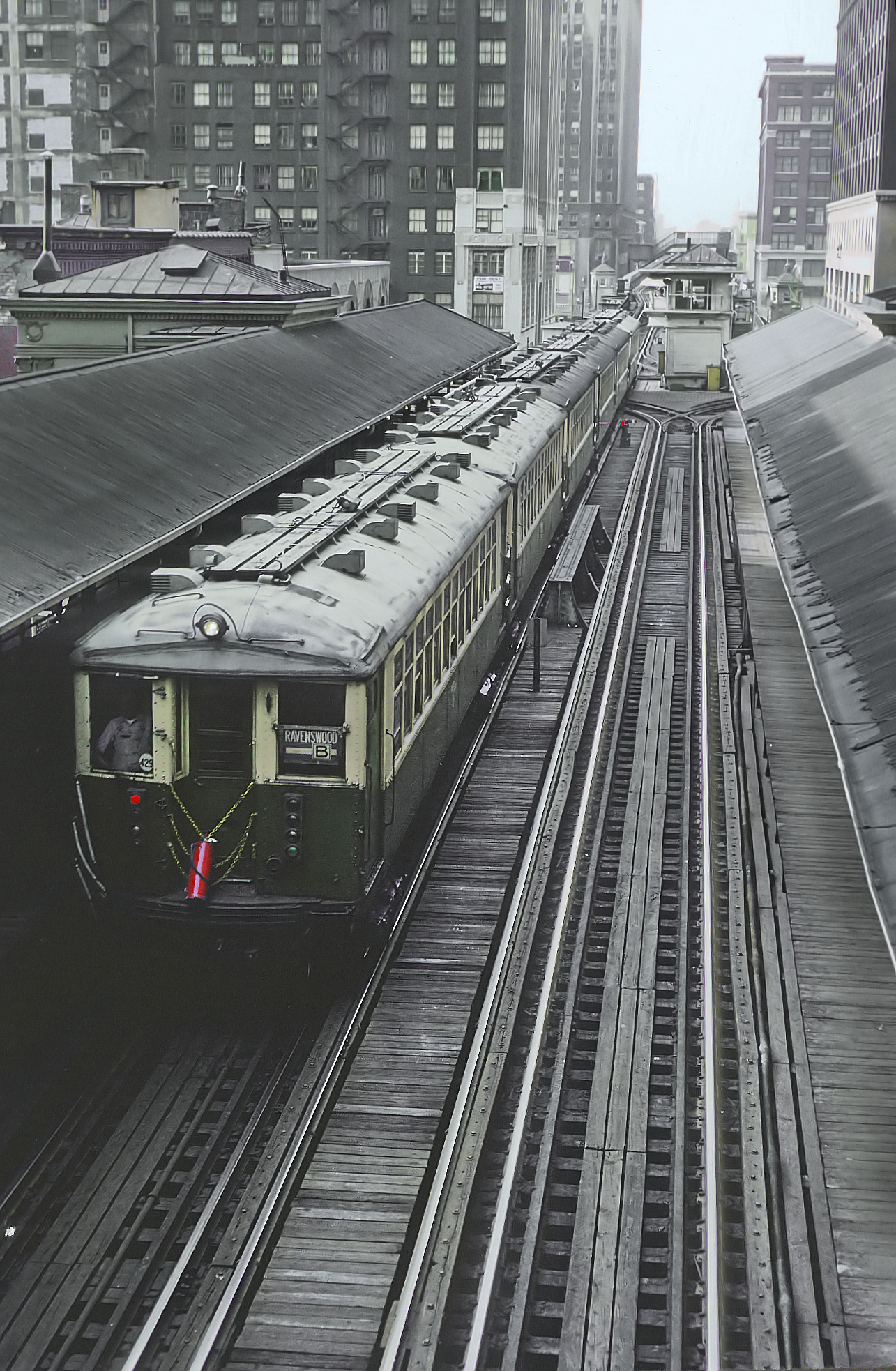
Une rame de la série 4000 sur la Ravenswood Branch au sortir de la station Belmont en 1968.

La Chicago Transit Authority a fait quelques petites modernisations au début des années 1950 mais il n’empêche que la ligne se désagrégeait progressivement si bien qu’en 1973, face à des rénovations obligatoires, la Chicago Transit Authority préféra, en tenant compte d’une fréquentation limitée, fermer Paulina et limiter le nombre d’arrêts selon la méthode Skip/stop A/B sur la Ravenswood Branch.
Néanmoins, à la suite des pressions politiques, la Chicago Transit Authority fut obligée de rouvrir la station Paulina quelques mois plus tard mais uniquement en heures de pointe.
En octobre 1973, des travaux furent entamés au terminus de Kimball devenu trop exigüe pour le nombre de passagers et le nombre de rames qui y circulent. La nouvelle station a ouvert en août 1974 avec l’apparition d’une troisième voie.
À la recherche d’économies sur le tronçon, c’est finalement le service Owl, le service de nuit, qui fut supprimé en septembre 1976.
En 1979, c’est la station Western qui fut assaillie de coups de pioches laissant derrière elle une des stations originales les plus imposantes d’Arthur U. Gerber. Elle fut également la première station équipée d’un ascenseur.
Le 29 novembre 1987, la station Paulina fut complètement rouverte.
Le 21 février 1993, la Ravenswood Line a été officiellement rebaptisée  ligne brune et, afin de répondre à la demande de plus en plus importante des passagers, elle est équipée de rames de type 3200 de la firme Morrison-Knudsen afin de garantir une desserte uniforme de la ligne et une cadence d’une rame toutes les dix minutes en heures creuses (six minutes en heures de pointe).
Le trafic sur la Ravenswood Branch a augmenté de 30 % - passant de 8,1 millions de passagers par an en 1987 à 10,6 millions en 1998 – profitant du repeuplement massif des secteurs de Lincoln Park, Lakeview, Ravenswood, Lincoln Square, et Albany Park le long de son parcours. La population de Lincoln Square par exemple avait augmenté de 26,5 % par rapport à 1980.
Durant l'été 2000, la Chicago Transit Authority a élargi son service proposa une navette (Ravenswood Shuttle) de Kimball à Belmont avant et après le service classique afin que les passagers puissent rejoindre la ligne rouge qui roule 24h/24 et 7jours/7.
Aujourd’hui, la ligne brune transporte plus de 13 millions de passagers par an. C’est la raison pour laquelle la Chicago Transit Authority lança dès 2000 une étude visant à augmenter la capacité de la ligne brune et de ses stations.
La meilleure solution envisagée fut l’agrandissement des stations en permettant de passer de huit wagons contre six avant travaux et d’améliorer l'accès aux stations notamment pour les personnes à mobilité réduite. Les onze stations de la Ravenswood Branch furent donc rénovées à partir de 2006 sous la direction de l’entreprise Aldridge - Masse, AJV. Les travaux les plus lourds eurent lieu sur les stations de la portion de la North Side Main Line notamment à Belmont et Fullerton et les stations furent entièrement détruites et reconstruites, ce qui ne fut le cas sur aucune station de la Ravenswood Branch.